# Martín Conde
Martín Alejo Conde, né le 25 août 1971 à Mar del Plata, est un joueur argentin de beach-volley. 
Il est sacré champion du monde de beach-volley en 2001 avec Mariano Baracetti.